# Violator
Pour l’article homonyme, voir Violator (comics).
Albums de Depeche Mode
101
(1989) Songs of Faith and Devotion
(1993)
Singles
1. Personal Jesus
Sortie : 29 août 1989
2. Enjoy the Silence
Sortie : 5 février 1990
3. Policy of Truth
Sortie : 7 mai 1990
4. World in My Eyes
Sortie : 17 septembre 1990

Violator est le 7e album studio du groupe Depeche Mode, sorti le 19 mars 1990. Considéré comme le meilleur album du groupe à ce jour pour ses qualités de production inventives et novatrices, il connut un important succès artistique et commercial.

## Historique
Désireux d'aborder une nouvelle approche artistique, le groupe change sa manière de travailler sur deux points fondamentaux. Les maquettes de Martin L. Gore soumises au groupe avant chaque entrée en studio étaient auparavant assez abouties et exigeaient davantage un travail de « fignolage » qu'un réel travail de production. Il est ici demandé à Martin Gore d'apporter des morceaux aussi épurés que possible. Quant au deuxième point, il concerne la production de l'album par le producteur Flood.
L'apport de Flood additionné au perfectionnisme d'Alan Wilder et de François Kevorkian s'avère décisif. Le premier single, Personal Jesus, est un mariage entre blues rock et musique électronique jusque-là inédit dans la discographie du groupe : ce titre remporta un succès important aux États-Unis.
Le titre Violator, qui est une double référence à la violation de la loi et à la violence sexuelle, est également un clin d'œil aux noms agressifs des groupes de heavy metal. L'image de la rose qui orne la pochette contraste avec ce titre provocateur.

## En concert
Violator est suivi de la tournée World Violation Tour, qui se déroule de mars à novembre 1990. Par la suite, l'album est le plus représenté à chaque concert du groupe.[réf. souhaitée] Les titres fréquemment joués sont World in my eyes, Policy of truth, Halo ou encore Waiting For The Night qui terminera les concerts de la tournée d'été 2009. Quant à Personal Jesus et Enjoy the silence, ils apparaissent systématiquement dans les playlists de leurs concerts depuis 1990.

## Liste des titres
Tous les titres sont composés par Martin L. Gore

### Édition originale
1. World in My Eyes (4:26)
2. Sweetest Perfection (4:43)
3. Personal Jesus (4:56)
4. Halo (4:30)
5. Waiting for the Night[3] (6:07)
6. Enjoy the Silence (6:12[4])
7. Policy of Truth (4:55)
8. Blue Dress (5:41[5])
9. Clean (5:28)

### Édition collector (2006)
- Disque 1 : SACD/CD avec les mêmes titres de la version de 1990 et des titres bonus en PCM Stereo [48 kHz/16bit].
- Disque 2 : DVD, documentaire Depeche Mode 1989–90 (If You Wanna Use Guitars, Use Guitars), album Violator en version DTS 5.1, Dolby Digital 5.1 et PCM Stereo [48 kHz/24bit] ainsi que les titres bonus :

1. Dangerous – 4:22
2. Memphisto – 4:03
3. Sibeling – 3:18
4. Kaleid – 4:18
5. Happiest Girl (Jack Mix) – 4:58
6. Sea of Sin (Tonal Mix) – 4:46

### Édition japonaise limitée
C'est la première édition sortie au Japon. C'est un coffret de 2CD, avec le livret de 12 pages, un livret en japonais de 16 pages, ainsi qu'un calendrier de 1991 de 40 pages. Cette édition contient un disque bonus contenant notamment des remixes d’Enjoy the Silence.

#### CD 2
1. Enjoy the Silence (Single Version) – 4:17
2. Enjoy the Silence (Ecstatic Dub) – 5:54
3. Enjoy the Silence (Ecstatic Dub Edit) – 5:45
4. Sibeling (version single) – 3:13
5. Enjoy the Silence (Bass Line) – 7:42
6. Enjoy the Silence (Harmonium) – 2:42
7. Enjoy the Silence (Ricki Tik Tik Mix) – 5:28
8. Memphisto (version single)  – 4:01

## Singles
1. Personal Jesus / Dangerous (29 août 1989)
2. Enjoy the Silence / Memphisto (5 février 1990)
3. Policy of Truth / Kaleid (mai 1990)
4. World in My Eyes / Happiest Girl (septembre 1990)

## Clips
Tous les clips sont réalisés par Anton Corbijn :
- Personal Jesus (1989) : il existe en deux versions, la version normale et celle censurée par MTV. La vidéo normale est disponible sur Strange too (VHS), The videos 86-98 (VHS ou DVD), The videos 86-98+ (double DVD), The best of volume 1 (DVD), Vidéo Singles Collection (1981-2013) coffret triple DVD.
- Enjoy the Silence (1990) : la vidéo est disponible sur Strange too, The videos 86-98, The videos 86-98+, The best of volume 1, Vidéo Singles Collection (1981-2013) coffret triple DVD.
- Policy of Truth (1990) : la vidéo est disponible sur Strange too, The videos 86-98, The videos 86-98+, Vidéo Singles Collection (1981-2013) coffret triple DVD.
- World in My Eyes (1990) : il existe deux versions, la version originale (World violation tour + version ou Strange too version) et la version normale (World violation tour version ou The singles 86-98 version). La vidéo originale est disponible sur Strange too et la vidéo normale sur The videos 86-98, The videos 86-98+, Vidéo Singles Collection (1981-2013), coffret triple DVD.
- Halo (1990):  disponible sur Strange too.
- Clean (1990) : disponible sur Strange too.

## Classements et certifications
C'est l'album le plus vendu du groupe, avec plus de 10 millions de copies écoulées dans le monde, dont près de 4 millions aux États-Unis. À noter également des ventes très élevées en Allemagne et en France. Cet album s'est ainsi classé dans le top 5 de nombreux pays d'Europe (dont 1er en France, durant 4 semaines) ainsi qu'au Canada. Aux États-Unis, il a atteint la 7e position du Billboard 200.
| Classement / pays (1990/2013)    | Meilleure position |
| -------------------------------- | ------------------ |
| Allemagne (Media Control Charts) | 2                  |
| Australie (ARIA Charts)          | 42                 |
| Autriche (Ö3 Austria Top 40)     | 4                  |
| Canada (Canadian RPM 100 Albums) | 5                  |
| Espagne (Promusicae)             | 93                 |
| États-Unis (Billboard 200)       | 7                  |
| France (SNEP)                    | 1                  |
| Hongrie (Mahasz)                 | 27                 |
| Italie (FIMI)                    | 2                  |
| Norvège (VG-lista)               | 12                 |
| Nouvelle-Zélande (RIANZ)         | 28                 |
| Pays-Bas (Mega Album Top 100)    | 17                 |
| Royaume-Uni (UK Albums Chart)    | 2                  |
| Suède (Sverigetopplistan)        | 6                  |
| Suisse (Schweizer Hitparade)     | 2                  |

| Pays                  | Certification | Ventes certifiées |
| --------------------- | ------------- | ----------------- |
| Allemagne (BVMI)      | Platine       | 500 000           |
| Autriche (IFPI)       | Or            | 25 000            |
| Canada (Music Canada) | Platine       | 300 000           |
| États-Unis (RIAA)     | 3 × Platine   | 3 000 000         |
| France (SNEP)         | Platine       | 892 000           |
| Royaume-Uni (BPI)     | Platine       | 300 000           |
| Suède (GLF)           | Or            | 50 000            |
| Suisse (IFPI)         | Platine       | 50 000            |

## Crédits

### Depeche Mode
- Dave Gahan – chant principal, chœurs sur Sweetest Perfection, guitare sur Interlude 2 - Crucified
- Martin L. Gore – guitare, claviers, choriste, chant sur Sweetest Perfection et Blue Dress
- Alan Wilder – claviers, basse sur Clean, programmation, batterie sur Clean, batterie électronique sur Personal Jesus, chœurs
- Andy Fletcher – vocoder sur Interlude 2 - Crucified

### Musicien additionnel
- Nils Tuxen – pedal steel guitar sur Clean

### Production
- Mark "Flood" Ellis – réalisateur artistique, mixage sur Enjoy the Silence
- François Kevorkian – mixage de l'album (excepté Enjoy the Silence)
- Daniel Miller – mixage sur "Enjoy the Silence"
- Pino Pischetola, Peter Iversen, Steve Lyon, Goh Hotoda, Alan Gregorie, Dennis Mitchell, Phil Legg – ingénieurs du son
- Daryl Bamonte, Dick Meaney, David Browne, Mark Flannery – assistants